# كم هي سون (ممثلة)
كم هي سون (28 سبتمبر 1969) ممثلة من كوريا الجنوبية . اشتهرت بدور والدة جانغ غم (الوصيفة باك) في المسلسل التاريخي جوهرة القصر.

## روابط خارجية
- Kim Hye-sun Fan Cafe at داوم (بالكورية)
- Kim Hye-sun في هانسينما
- Kim Hye-sun على قاعدة بيانات الأفلام الكورية
- كم هي سون على موقع IMDb (الإنجليزية)
- كم هي سون على موقع قاعدة بيانات الفيلم (الإنجليزية)